# باشگاه فوتبال ریمیونگسو
باشگاه فوتبال ریمیونگسو (به انگلیسی: Rimyŏngsu Sports Club) یک باشگاه فوتبال در کره شمالی است. این تیم در رقابت‌های جام پرزیدنت آسیا ۲۰۱۴ به مقام نایب قهرمانی رسید.